# Anoplotettix fuscovenosus
Anoplotettix fuscovenosus är en insektsart. Anoplotettix fuscovenosus ingår i släktet Anoplotettix och familjen dvärgstritar. Utöver nominatformen finns också underarten A. f. bipuncta.